# Albatroz-real-meridional
Albatroz-real-do-sul ou albatroz-real-meridional (Diomedea epomophora) é uma ave procelariforme pertencente à família Diomedeidae (albatrozes).

## Taxonomia
Os albatrozes pertencem à família Diomedeidae da ordem Procellariiformes, junto com cagarras, fulmares, petréis de tempestade e petréis de mergulho. Eles compartilham certos recursos de identificação. Primeiro, eles têm passagens nasais que se ligam ao bico superior, chamadas naricórnios; as narinas do albatroz ficam nas laterais do bico. Os bicos dos Procellariiformes também são únicos por serem divididos em sete a nove placas córneas. Finalmente, eles produzem um óleo estomacal composto de ésteres de cera e triglicerídeos que é armazenado no proventrículo. Isso é usado contra predadores, bem como uma fonte de alimento rica em energia para filhotes e adultos durante seus voos longos.
Esta espécie já foi considerada coespecífica com o albatroz-real-setentrional (Diomedea sanfordi) sob o nome de albatroz-real . A divisão em duas espécies é amplamente, embora não universalmente, aceita: é reconhecida, por exemplo, por BirdLife International, Brooke e Robertson & Nunn, mas não por Clements, enquanto o American Ornithologists Union reconheceu a necessidade de uma proposta.

## Etimologia

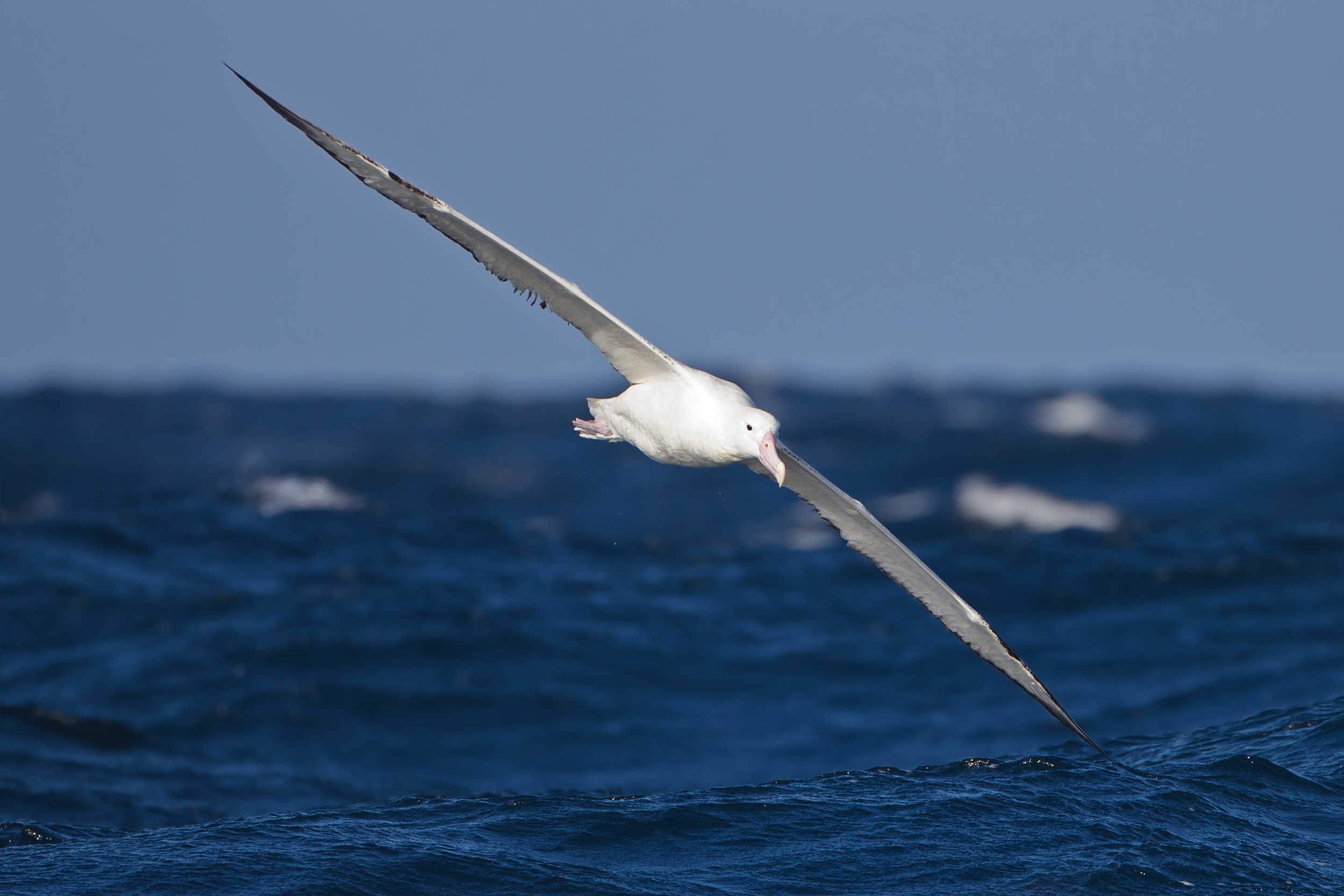
Em voo

Diomedea refere-se a Diomedes, uma figura da mitologia grega cujos companheiros se transformaram em aves.

## Descrição
O albatroz-real do sul tem um comprimento de 112 centímetros e um peso médio de 8,5 quilos. Na Ilha Campbell, 11 machos tinham uma massa média de 10,3 kg (23 lb) e 7 fêmeas apresentaram uma massa média de 7,7 kg (17 lb), portanto, pode ser mais pesado em média do que a maioria das colônias de albatrozes errantes. Os machos são cerca de 2-3 quilos mais pesados do que as fêmeas. A envergadura média foi relatada de 2,9 a 3,28 metros, com um limite superior de cerca de 3,5 quilos. O albatroz errante pode exceder esta espécie em tamanho máximo e médias ligeiramente maiores em dimensões lineares se não em massa, mas as duas espécies são próximas o suficiente em dimensões para que o tamanho não possa ser usado para distingui-las. A ave juvenil tem cabeça, pescoço, manto superior, garupa e plumas brancos. Existem manchas pretas no manto e asas marrom-escuras ou pretas com manchas brancas no tectrix (uma parte da asa). A cauda é branca, exceto pela ponta preta, assim como a parte inferior da asa. Os pássaros jovens logo perdem o preto na cauda e no dorso. O branco aparece na asa superior gradualmente, como manchas que começam na ponta. Todas as idades têm um bico rosa com preto na ponta da mandíbula superior e as pernas também são rosadas. Os pássaros jovens, com asas superiores totalmente escuras, podem ser difíceis de diferenciar do albatroz real do norte. Existem diferenças claras, mas sutis, em relação ao albatroz errante: o albatroz-real-meridional tem uma aparência preta e branca limpa, sem a mancha de pêssego no pescoço frequentemente encontrada no albatroz errante. A maioria dos albatrozes errantes tem penas escuras na cauda e na coroa e as brancas nesta espécie se expandem a partir do meio da asa, em manchas maiores. A cor do bico também é um pouco mais pálida, assim como o corte escuro ao longo do meio. A vida média é de 58 anos.
Comparado com o albatroz-errante e o albatroz-de-tristão, o albatroz-real-meridional apresenta bico mais largo e robusto, as narinas bulbosas e a borda da maxila negra, sendo semelhante ao albatroz-real-setentrional. Os juvenis deixam o ninho com plumagem similar à dos adultos, com a diferença na face superior das asas que é negra e em um número variável de penas escuras no dorso, aparentando um efeito de manchas finas. Com o passar do tempo, a face superior das asas começa a tornar-se branca, a partir de sua borda anterior, até tornar-se quase totalmente branca em espécimes de elevada idade.

## Alcance
| Localização                | População         | Data | Tendência |
| -------------------------- | ----------------- | ---- | --------- |
| Ilhas Campbell             | 8 200-8 600 pares | 1997 | Estável   |
| Ilha Enderby               | 69 pares          | 2001 | Estável   |
| Ilha Auckland e Ilha Adams | 20 pares          | 2001 | Estável   |
| Total                      | 28 000-29 500     | 1997 | Estável   |

A maior parte da população de albatrozes reais é encontrada entre 30°S e 45°S. A maioria da população mundial de albatrozes reais do sul nidifica na Ilha Campbell (99% da população mundial), livre de ratos, que contém em torno de 8 200 a 8 600 pares. Existem colônias menores na Ilha Adams e na Ilha Auckland. Eles variam ao longo dos oceanos do sul, concentrando-se na costa oeste e leste do sul da América do Sul, e também nas águas que cercam a Nova Zelândia.
A espécie é considerada globalmente vulnerável e listada no Apêndice II da Convenção de Espécies Migratórias (CMS).

## Comportamento

### Alimentação
O albatroz real meridional come lulas e peixes, com menores quantidades de carniça, crustáceos e salpas. Suas atividades de forrageamento normalmente ocorrem dentro de um raio de 1 250 km dos criadouros. Embora viajem grandes distâncias, os albatrozes reais em geral tendem a forragear em águas um pouco mais rasas e mais perto das plataformas continentais do que os albatrozes errantes.

### Reprodução

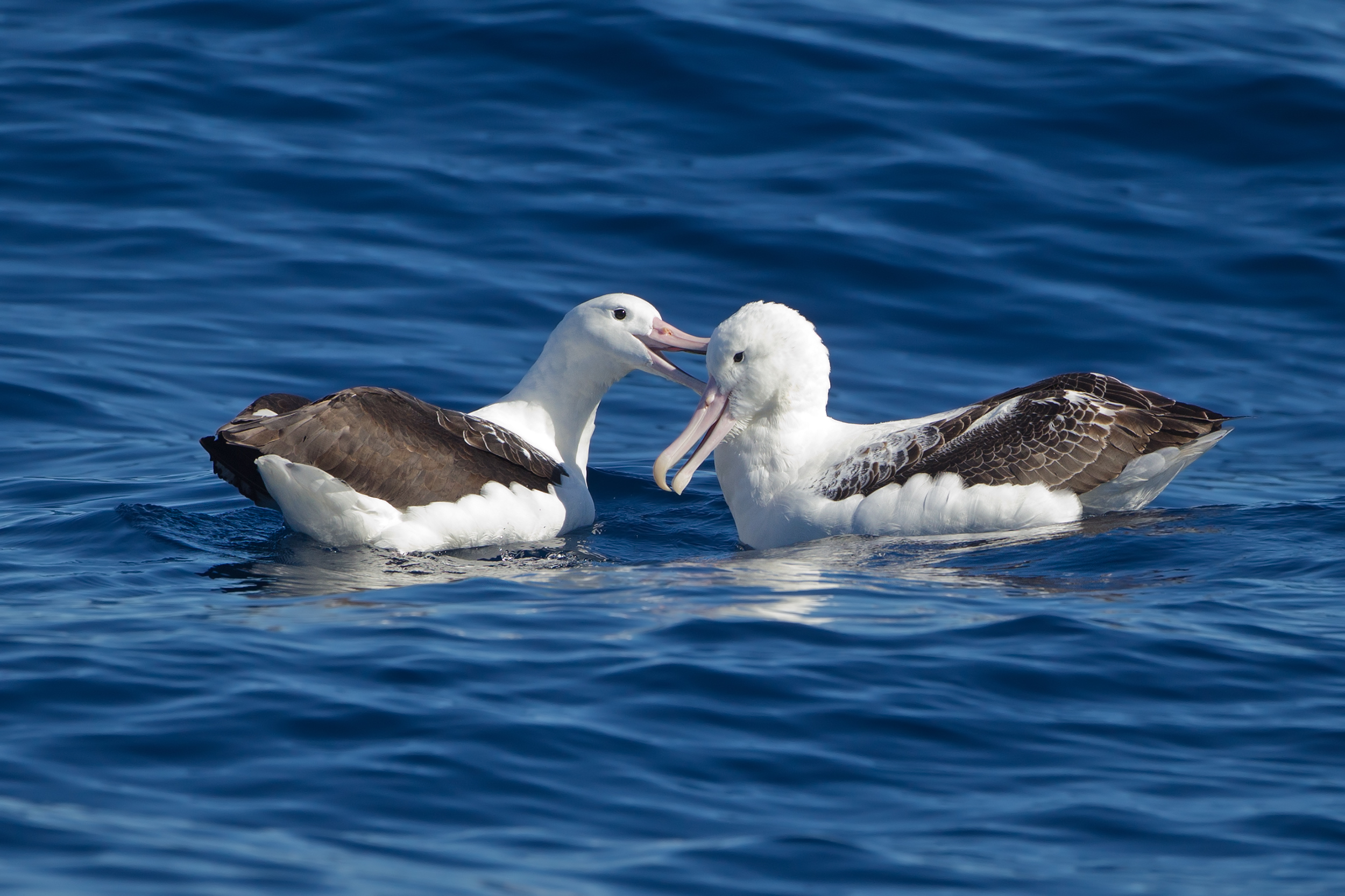
Dois albatrozes reais interagindo

Eles preferem fazer ninhos em pastagens, planaltos ou cumes, e colocam um ovo a cada dois anos. Ambos os pais incubam o ovo e criam os filhotes. A taxa de mortalidade dos ovos postos é muito baixa, a partir do momento em que os pais se instalam. Para alimentar os filhotes, eles vão para o sul até a plataforma de Campbell e para o norte até o Chatham Rise.
As primeiras posturas, realizadas a cada dois anos, são feitas entre novembro e dezembro e os ovos eclodem entre fevereiro e março. Os juvenis deixam os ninhos após oito meses, entre outubro e novembro. A espécie nidifica apenas nas ilhas neozelandesas Auckland e Campbell, que é usada por mais de 90% da população mundial. Após a reprodução, as aves voam para leste até a costa do Chile e Peru, sendo observadas sobre a plataforma continental, onde se alimentam de cefalópodes. Dali as aves contornam o Cabo Horn e são encontradas sobre a plataforma continental da Argentina (incluindo as ilhas Malvinas) e sul do Brasil, onde permanecem antes de migrar através do Atlântico e Pacífico, retornando às áreas de nidificação.

## Conservação
A IUCN classifica esta ave como vulnerável, com uma população total estimada entre 28 000 e 29 500 (1997). Como um organismo de primeira linha em seu habitat natural, possui muito poucos predadores, mas as principais indústrias pesqueiras são um grande problema para todas as espécies de albatrozes, entre outras aves marinhas.
A população está se recuperando de sua severa espiral descendente no final do século XIX e início do século XX. Na década de 1880, este albatroz foi extirpado das Ilha de Auckland e Enderby. Porcos e gatos ainda são um problema, pois acabam comendo os filhotes e ovos, na Ilha de Auckland. A pesca com palangre é um grande problema e uma possível ameaça emergente é o Dracophyllum, um arbusto que está diminuindo sua área de nidificação.

## Galeria

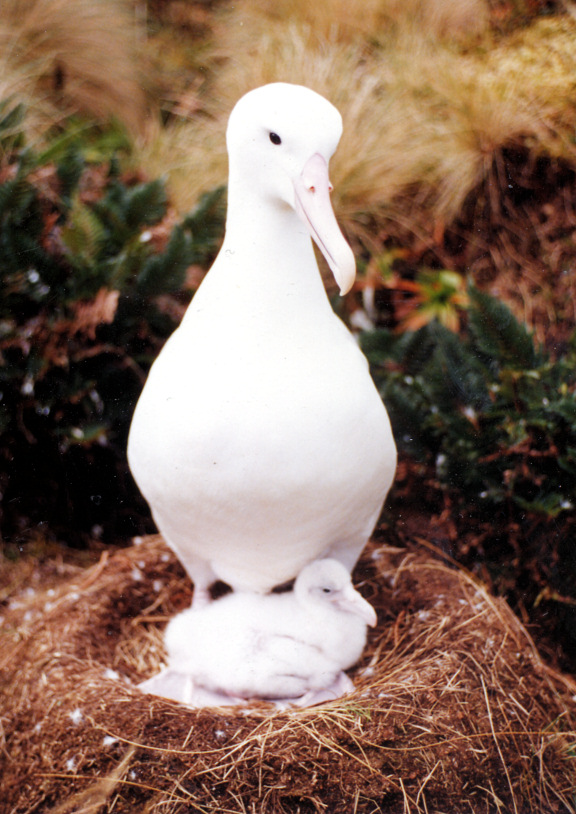
Adulto com filhote em ninho de montículo na Ilha Campbell
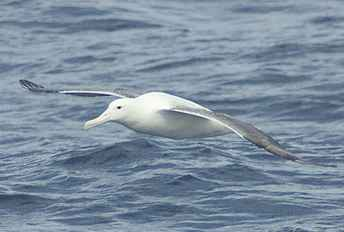
Oceano Antártico, Nova Zelândia
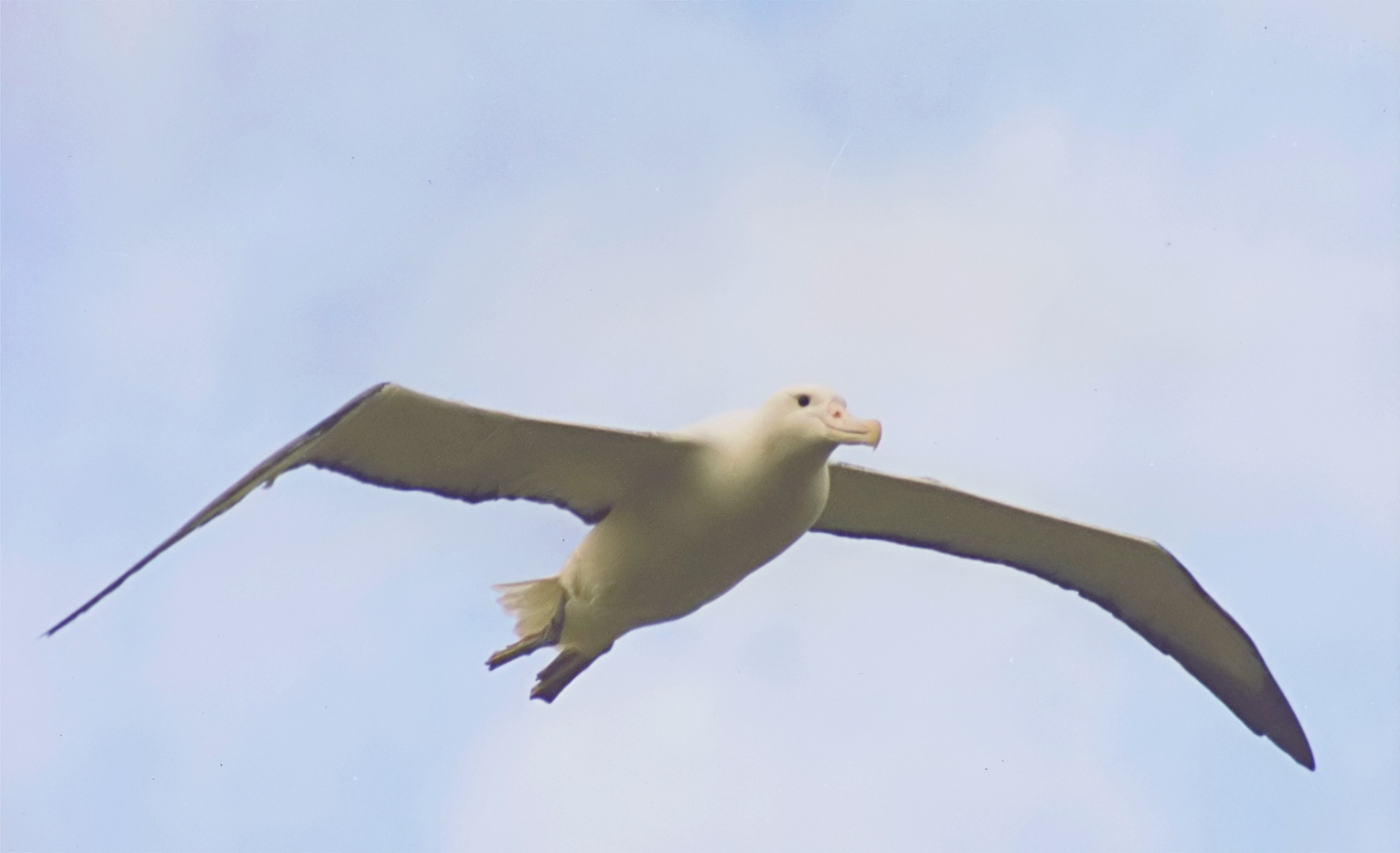
Oceano Antártico, Nova Zelândia
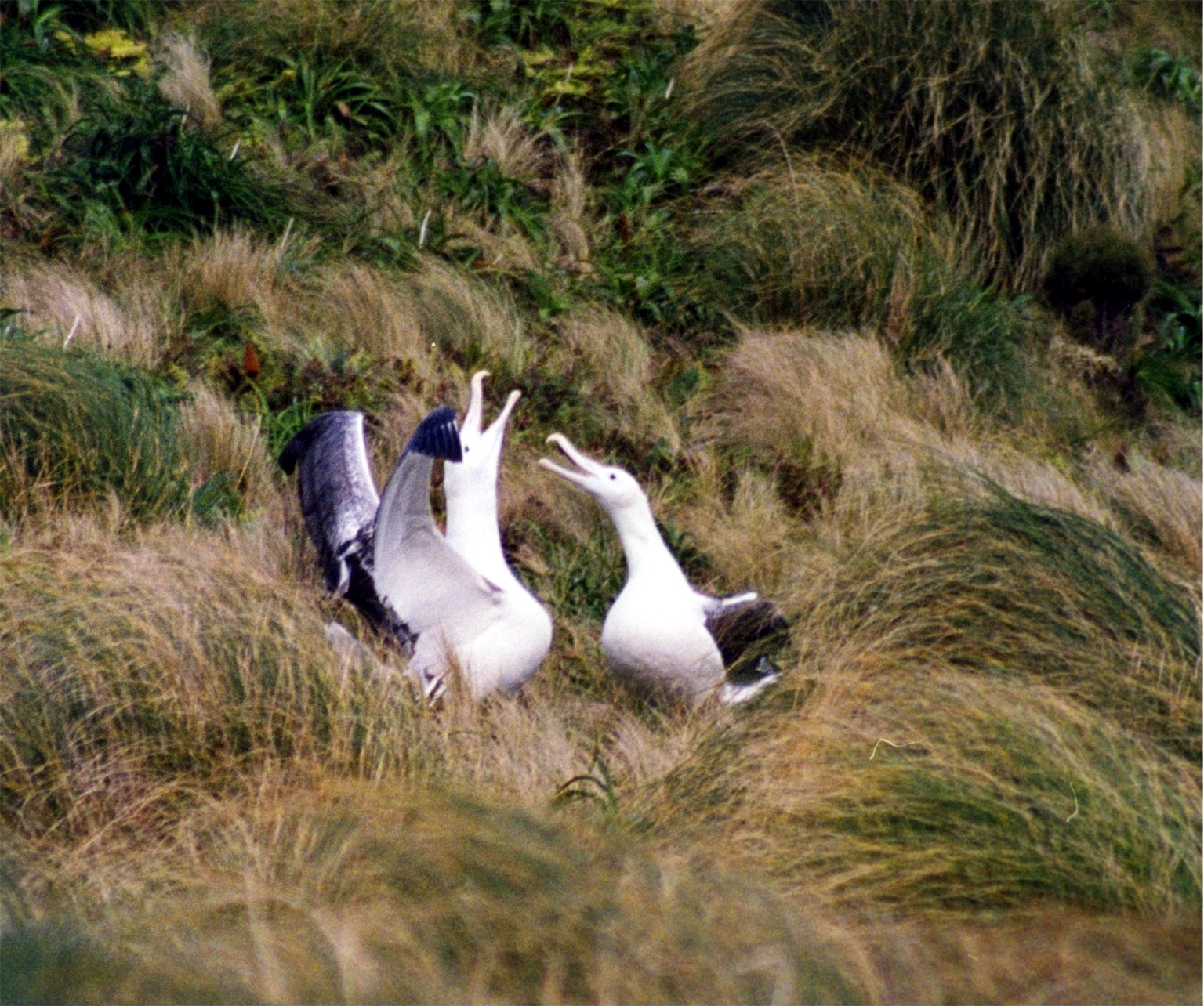
Par na Ilha Campbell
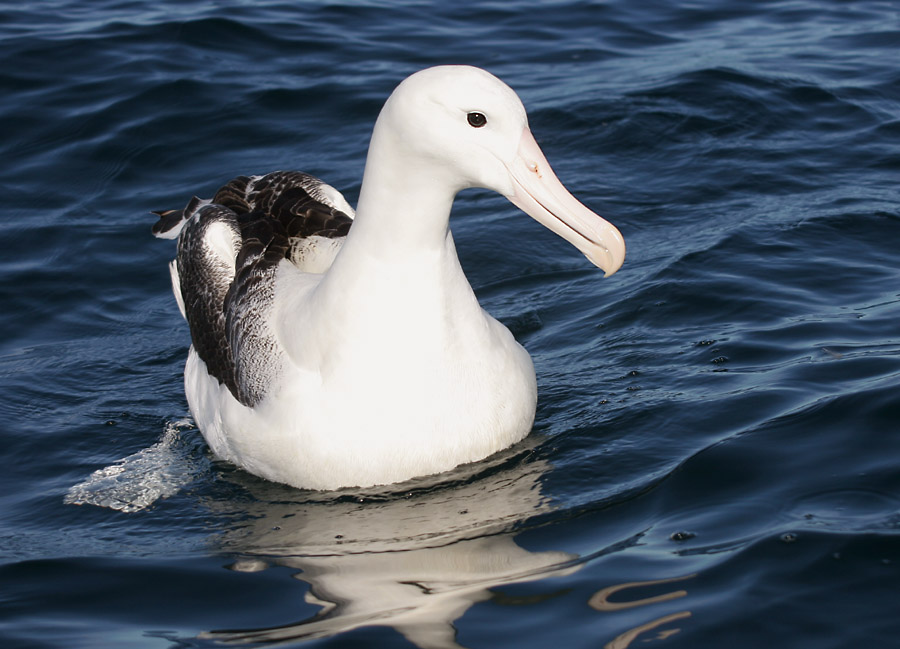
Perto de Kaikoura, Nova Zelândia